# Hochschule für Musik Freiburg

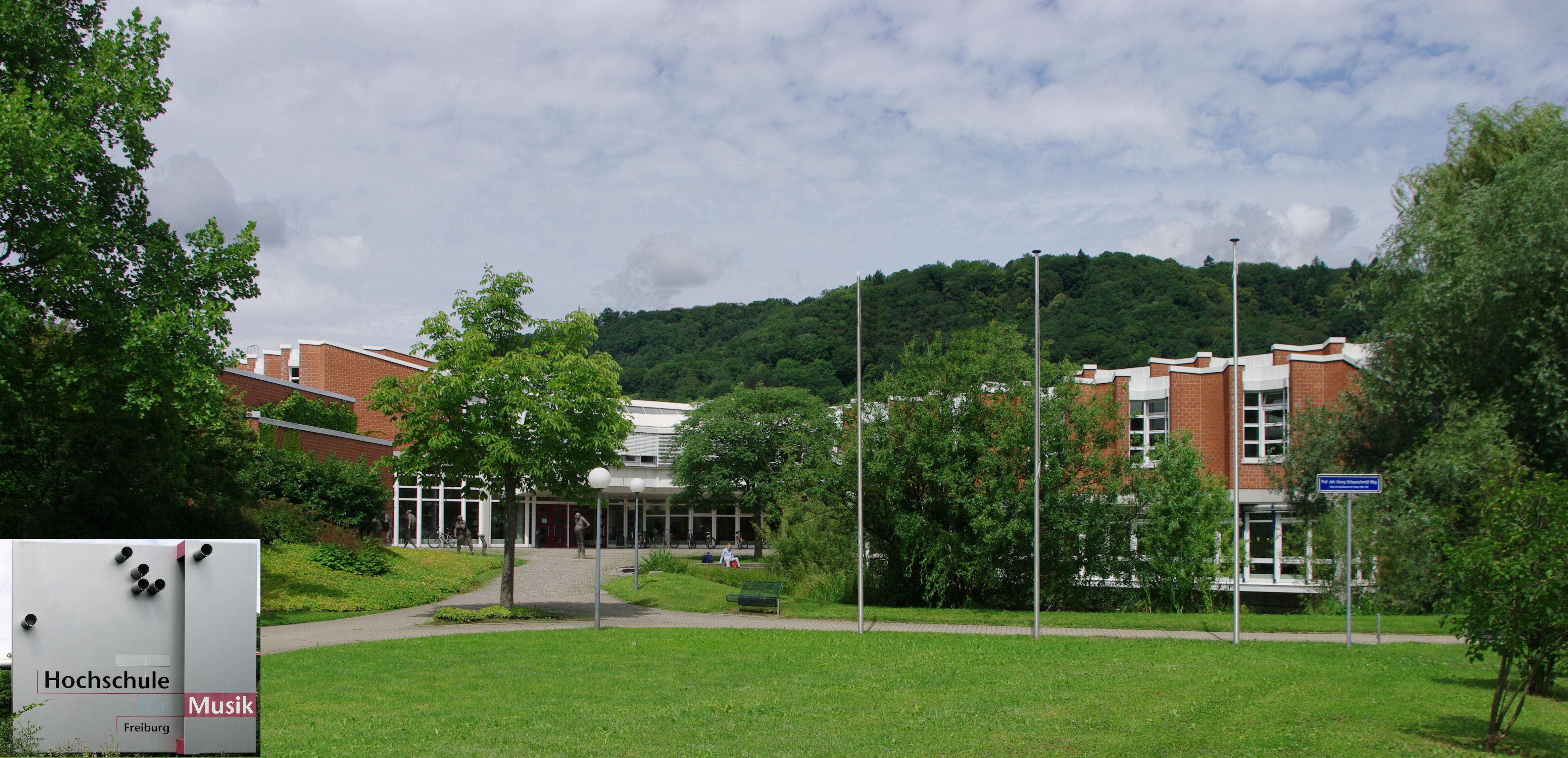
Die Musikhochschule in Freiburg (2009)

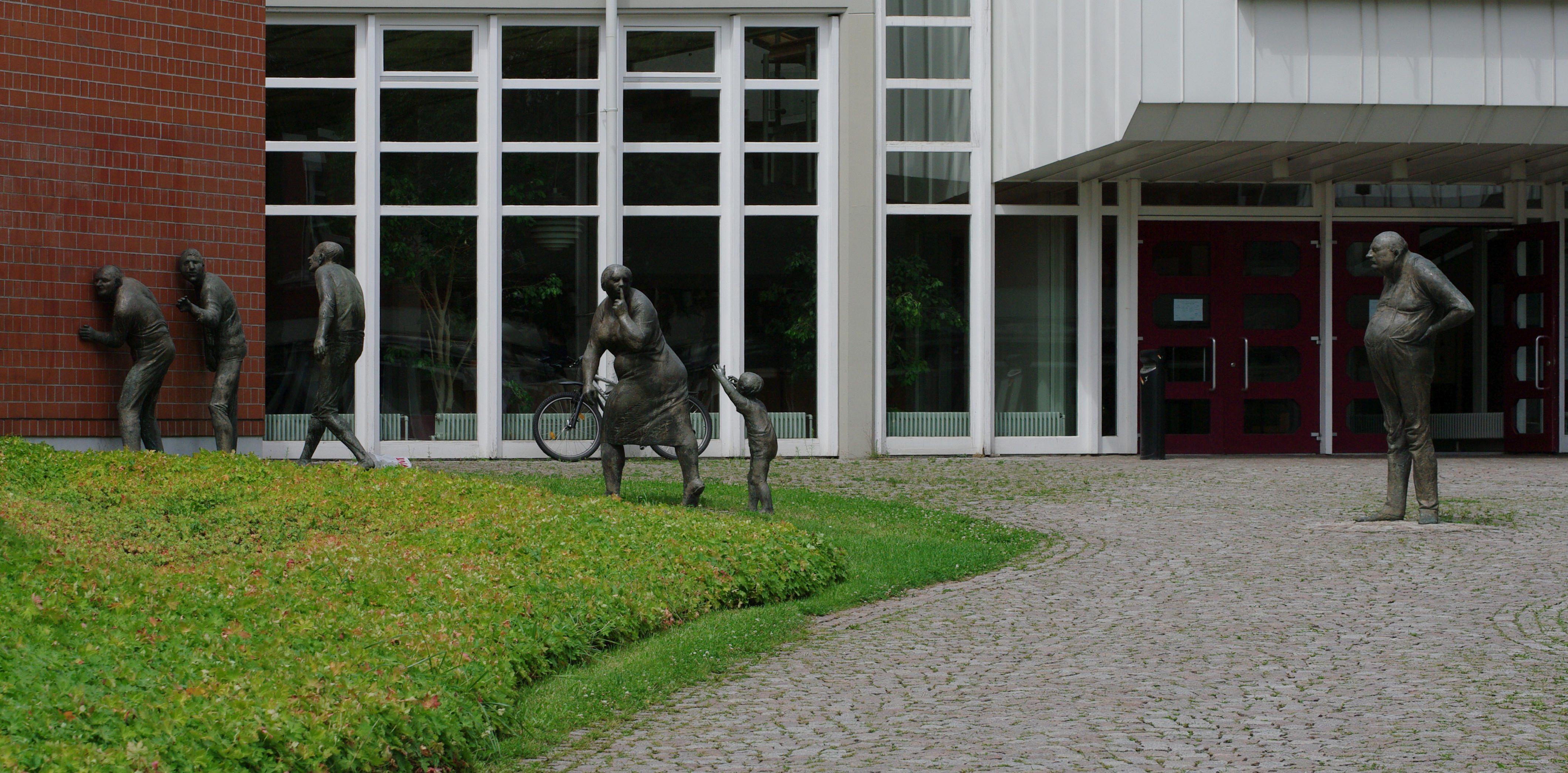
Kunst auf dem Mendelssohn-Bartholdy-Platz, Die Lauschenden, Karl-Henning Seemann (2009)

Die Hochschule für Musik Freiburg ist eine vom Land Baden-Württemberg getragene Hochschule zur wissenschaftlichen Forschung und künstlerischen und pädagogischen Ausbildung im Bereich Musik.

## Geschichte
Bereits seit 1898 existierte mit dem Freiburger Musik-Konservatorium eine Musikhochschule in Freiburg. Die heutige Hochschule für Musik wurde 1946 zunächst als städtische Einrichtung unter der Leitung von Gustav Scheck gegründet. Zwei Jahre später ging sie in die Trägerschaft des Landes Baden über. Ihre räumliche Grundlage waren zwei intakte Altstadthäuser in der weitgehend zerstörten Freiburger Innenstadt, darunter das Wentzingerhaus am Münsterplatz.
Unter den Studierenden waren viele später renommierte Musiker wie etwa Fritz Wunderlich. Gelehrt haben hier zahlreiche herausragende Komponisten, Instrumentalsolisten und Pädagogen, u. a. Harald Genzmer, Brian Ferneyhough, Ulrich Grehling, Aurèle Nicolet, Ulrich Koch, Wolfgang Marschner, Ludwig Doerr, Carl Seemann, Erich und Elma Doflein, Edith Picht-Axenfeld und James Avery. Jörg Brena hatte hier sowohl erst studiert als auch anschließend gelehrt.
1954 gründete Wolfgang Fortner an der Hochschule das „Institut für Neue Musik“, das seinerzeit Pionierarbeit leistete. Es kam zur Zusammenarbeit mit dem elektronischen Experimentalstudio der Heinrich-Strobel-Stiftung im Freiburger Haus des Südwestfunks (SWF, heute SWR).
Im Freiburger Institut für Musikermedizin – gegründet 2005 – gibt es eine Zusammenarbeit mit dem Universitätsklinikum Freiburg, um einen bisher weniger beachteten Zusammenhang von Musikausübung und Gesundheit zu erforschen, zu lehren und eine spezifische Patientenversorgung zu ermöglichen.
Internationale Partnerschaften bestehen mit den Musikhochschulen in Odessa, Rochester (USA), Warschau, Sydney und Kyoto.
Anlässlich des 75. Geburtstages der Hochschule wurde im November 2021 der Platz vor der Hochschule Mendelssohn-Bartholdy-Platz benannt. Im ab 1933 entstandenen Musikerviertel in Herdern fehlt der Name des jüdischen Komponisten, da die Straßen im Dienste der Ideologie der Nationalsozialisten benannt wurden.

## Das Gebäude der Musikhochschule

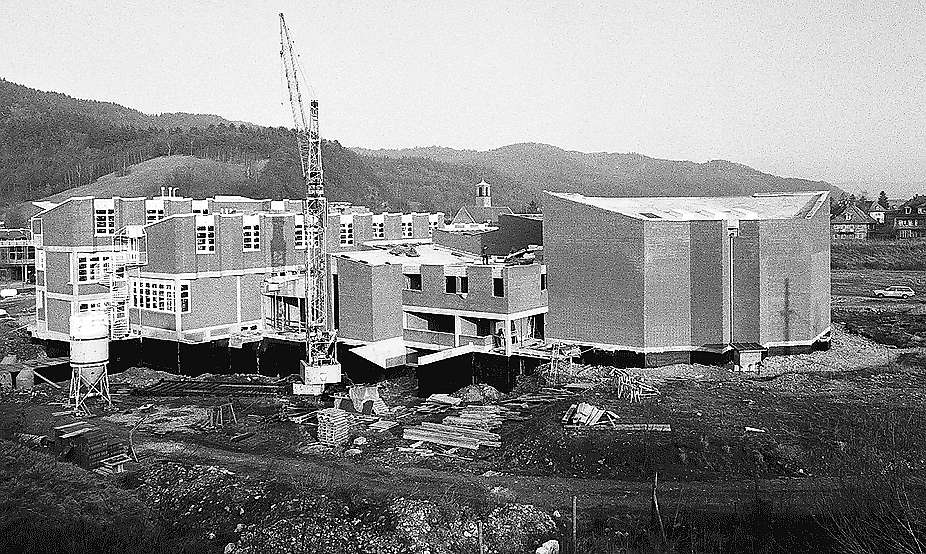
Baustelle des Neubaus im Jahr 1983

Nachdem die Hochschule seit ihrer Gründung über viele Gebäude im gesamten Stadtgebiet verteilt gewesen war, konnte sie 1984 einen auf ihre Bedürfnisse zugeschnittenen architektonisch reizvollen Neubau in einer parkähnlichen Anlage beziehen. Die Architekten der Arbeitsgemeinschaft Architektengruppe 4 (Dieter Poppe, Arno Rudel, Hans-Dieter Hecker) hatten sich beim Neubau mit den Erfordernissen einer Musikhochschule auseinanderzusetzen (Schallisolierung innerhalb des Hauses sowie nach draußen, kurze Wege zwischen den einzelnen Gebäudeteilen).
Der Grundriss des Ursprungsbaus erinnert aus der Vogelperspektive an ein rechtes Ohr, das sich nach Osten dem Dreisamtal zuwendet. Das "Ohrläppchen" wird vom Konzertsaal gebildet. Die charakteristische Faltung der Fassade geschah aus akustischen Gründen, damit die durch die Fenster entweichenden Spielgeräusche nicht direkt reflektiert werden und auf ihrem Weg an Intensität verlieren.
Ein spezieller "Hörpunkt" der Außenanlage befindet sich auf dem Rondell des Teiches. Das Dreiviertelrund der Hochschularena reflektiert die Töne so, dass der Eindruck entsteht, die Töne würden hinter dem Hörer erzeugt und verstärkt.
Als Kommunikationszentrum wurde das luftige Foyer geschaffen, das über mehrere Ebenen, Treppenaufgänge und Galerien beinahe alle Räume zentral verbindet und das Dreiviertelrund des Innenhofs durch die Glasfront in das Gebäude integriert.
1990 erhielt der Bau vom Bund deutscher Architekten die "Auszeichnung guter Bauten".
Eine Erweiterung der Hochschule scheiterte zunächst an den finanziellen Ressourcen des Landes Baden-Württemberg. Nachdem die Hochschule durch zahlreiche Aktivitäten, Spendenkonzerte und das Engagement der Freiburger Bürgerschaft die zur Teilfinanzierung notwendige Summe von einer Million D-Mark aufbrachte, unterstützte das Land das Vorhaben. Im Oktober 2000 konnte der Erweiterungsbau mit dem Kammermusiksaal inklusive zweitem ("kleinen") Foyer, Büros, Sitzungssaal und zusätzlichen Überäumen eingeweiht werden. Die Mensa wurde 2001 eröffnet. 2011 kam der Anbau für das Institut für Filmmusik hinzu.
2015 entstanden durch Hagelschlag am Dach des Konzertsaales schwere Schäden, so dass der Raum für knapp ein Jahr nicht genutzt werden konnte. Nach seiner Wiederherstellung wurde er in Wolfgang-Hoffmann-Saal umbenannt. Namensgebend ist der Freiburger Bürgermeister der Nachkriegszeit, der die Gründung der Hochschule intensiv vorangetrieben hatte.
2022 wurden 1.000 Quadratmeter des Hochschuldachs mit Photovoltaik-Modulen ausgestattet.
Die Hochschule für Musik befindet sich direkt an der Haltestelle Musikhochschule der Straßenbahnlinie 1. Dort befindet sich auch eine Station des Fahrradverleihsystems Frelo. Eine weitere befindet sich an der Runzstraße. Für den Radverkehr ist die Hochschule für Musik über den FR 1 entlang der Dreisam oder über den FR 8 von Littenweiler oder der Wiehre aus erreichbar.

## Studiengänge
Die Hochschule hält Studiengänge in allen drei Studienzyklen vor. Der Studiengang Bachelor Musik differenziert sich in ein künstlerisches und ein künstlerisch-pädagogisches Profil. Seit dem Wintersemester 2018/19 kann neben dem Hauptfach auch fakultativ ein Nebenfach (Minor) gewählt werden, der individuelle Schwerpunktsetzungen ermöglicht.
- Bachelor Musik (B.Mus.)
- Master Musik (M.Mus.)

- Bachelor Kirchenmusik evangelisch/katholisch (B.Mus. Kirchenmusik ev./kath.)
- Master Kirchenmusik evangelisch/katholisch (M.Mus. Kirchenmusik ev./kath.)

- Bachelor of Music (Lehramt Musik an Gymnasien) (M.Mus.)
- Master of Education (Lehramt Musik an Gymnasien) (M.Ed.)

- Konzertexamen/Meisterklasse (3. Zyklus)

- Promotion wissenschaftlich/künstlerisch-wissenschaftlich (Dr. phil.)

## Institute
An der Hochschule sind sechs Institute mit besonderen Schwerpunkten eingerichtet: das Institut für Kirchenmusik, das Institut für Neue Musik, das Institut für Musiktheater, das Institut für Historische Aufführungspraxis, das Freiburger Institut für Musikermedizin und die Freiburger Akademie zur Begabtenförderung.

## Kunst an der Hochschule
(Quelle: ) 

### Hinweisturm zur Musikhochschule (2000)
Das von Michael Wiesinger aus Aluminium gestaltete Kunstwerk vereint Wegweiser und Aushängeschild und steht an der Ecke Schwarzwaldstraße/Hirzbergstraße.

### Die Lauschenden (1979–83)
Karl-Henning Seemann nutzte die leere Fläche an der Rückwand des Konzertsaals für sechs lebensgroßen Bronze-Figuren. Sie zeigen keineswegs typische Konzertbesucher, sondern vielmehr alltägliche Menschen, die mal interessiert, mal skeptisch, sich der im Saal dargebotenen Kunst nähern oder distanzieren.

### Omoide Soshite Yume (1989)
Das Kunstwerk (Glas, Knetmasse und Plastik) von Achim Sakic befindet sich im Foyer und ist wie ein Ziegelstein in die Wand eingemauert. Die ikonographischen Formen Engel, Herz, Zähne und die als Wasser gedachte Knetmasse sollen nach Aussage des Künstlers Vorstellungen von Liebe, Schönheit, Trauer, Schmerz und Nacht evozieren, die ausgelöst sind durch das Hören der Musik von Gustav Mahler.

### Odessa-Freiburg (1994)
Anlässlich des fünfjährigen Jubiläums der Partnerschaft zwischen der Musikakademie Odessa/Ukraine und der Freiburger Hochschule schuf Jury Petrowitsch Waljiuk diese Auftragsarbeit, die im Foyer vor der Bibliothek aufgehängt ist (Ölfarbe auf Leinwand, 144,5 × 183,5 cm). Die Motive stellen ein Kaleidoskop dar aus Wahrzeichen beider Städte und Hochschulen.

### Interferenz I und Interferenz II (2000)
Petra Lemmerz hat für die Hochschule ihre bis dahin größten Bilder (Acryl auf Leinwand, 300 × 570 cm und 300 × 655 cm) geschaffen. Die Bilder sollen die Sinnesorgane Hören und Sehen miteinander in Kontakt treten lassen.

## Rektoren
- Gustav Scheck, 1946–1964
- Carl Seemann, 1964–1974
- Lars Ulrich Abraham, 1974–1980
- Johann Georg Schaarschmidt, 1980–1996
- Mirjam Nastasi, 1996–2006
- Rüdiger Nolte, 2006–2017
- Ludwig Holtmeier, seit 1. Oktober 2017

## Bekannte Dozenten und Absolventen
- Julia Rebekka Adler
- Hans Aerts
- James Avery
- Ulf Bästlein
- Wolfgang Baumgratz
- Hildegard Behrens
- Wilhelm Behrens †
- Hans Michael Beuerle †
- Karl Betz
- Wolfram Christ
- Fola Dada
- Helmut Deutsch
- Ludwig Doerr
- Egidius Doll
- Elma Doflein
- Erich Doflein †
- Vincent Dubois
- Lukas Fels
- Johannes Fischer
- Markus Flaig
- Florian Fricke
- Herbert Froitzheim
- Hortense von Gelmini
- Harald Genzmer †
- Bernd Glemser
- Gottfried von der Goltz
- Sebastian Hamann
- Stanislav Heller
- Robert Hill
- Ludwig Holtmeier
- Ernst Horn
- Christoph Hönerlage
- Klaus Huber †
- Bertold Hummel
- Kay Johannsen
- Eckehard Kiem †
- Dieter Klöcker
- Ulrich Koch †
- Argyris Kounadis †
- Sebastian Küchler-Blessing
- Axel Kühn †
- Georg Kulenkampff †
- Rainer Kussmaul
- Éric Le Sage
- Michael Leuschner
- Robert D. Levin
- Dieter Mack
- Vitaly Margulis
- André Marchand
- Wolfgang Marschner
- Rebecca Maurer
- Torsten Meyer
- Hans Musch
- Gerbert Mutter
- Mirjam Nastasi
- Adalbert Nauber
- Fritz Neumeyer †
- Aurèle Nicolet
- Patrick O’Byrne
- Younghi Pagh-Paan
- Božo Paradžik
- Brice Pauset
- Mateo Peñaloza Cecconi
- Edith Picht-Axenfeld †
- Anthony Plog
- Jean-Guihen Queyras
- Christian Reichert
- Ludger Rémy †
- Bernhard Richter
- Wolfgang Rihm †
- Stephan Rommelspacher
- Wolfgang Schäfer
- Gustav Scheck
- Hans-Ludwig Schilling
- Karl-August Schirmer
- Martin Schmeding
- Enjott Schneider
- Martin Gotthard Schneider †
- Klemens Schnorr
- Christoph Schoener
- Heino Schubert
- Morten Schuldt-Jensen
- Jörg Schweinbenz
- Mathias Spahlinger
- Claudia Spahn
- Alexander Schulin
- Carl Seemann †
- Fany Solter
- Tibor Szász †
- Zsigmond Szathmáry
- Stefan Temmingh
- Winfried Toll
- Francis Travis †
- Carl Ueter
- Sándor Végh
- Herrad Wehrung †
- Jörg Widmann
- Christoph Wolff
- Bernhard Wulff
- Fritz Wunderlich †
- Hans Zender †
- Simone Zgraggen
- L’Art du Bois (mehrere Mitglieder des Ensembles)